# ويليام هالستيد
ويليام هالستيد هو محامي وسياسي أمريكي، ولد في 4 يونيو 1794 في إليزابيث في الولايات المتحدة، وتوفي في 4 مارس 1878 في ترنتون في الولايات المتحدة. نشط حزبياً في حزب اليمين. وقد انتخب عضو مجلس النواب الأمريكي ‏.